# ビックバイパー開発史
ビックバイパー開発史（ビックバイパーかいはつし）は、コナミ（→コナミデジタルエンタテインメント）のシューティングゲーム、グラディウスシリーズに登場する架空の宇宙戦闘機の歴史を記した、『グラディウスV』の初回生産版特典に付属された冊子である。
冊子の内容は初代当初から設定されていたものではなく『V』リリース時に作成された、いわゆる後付け設定である。

## 対バクテリアン迎撃機の開発
そもそも、超時空戦闘機ビックバイパーが誕生するきっかけとなったのはグラディウスシリーズで敵役として登場する「バクテリアン」の脅威であった。かつて衛星「ポスウェル」の領有権を巡った抗争「ポスウェル防衛戦争」後、相互安全協定と通商条約を結んだ惑星ラティスとの共同戦線でバクテリアンに対抗したが、ラティス防衛宇宙軍の第一機動部隊はバクテリアン戦闘機軍団との交戦の結果、全滅してしまった。この結果に衝撃を受けたグラディウス・ラティス両惑星宇宙軍は急遽、従来の性能を凌駕する宇宙戦闘機（超時空戦闘機）の開発に着手することになった。
グラディウス宇宙軍は次期主力戦闘機の開発を依頼。新設されたばかりのグラディウス宇宙防衛省・星間安保部の兵器開発部門からの発注として民間企業に提示された。開発計画名を「ミッション・DDD」とし、短期間で開発生産、かつ要撃能力を重視した宇宙戦闘機であることを要求した。その要求に対するスペックは以下のとおり。
1. 単座・単発（パイロット1名・エンジン1機）
2. 使用部品40万個以内（最終量産機体はこれを厳守。ただし、メインパワーユニットは除外）
3. 最大全長20m以内
4. メンテナンススキルのレベルがB以下。
5. 第一戦闘速度マッハ122以上（敵戦闘機の1.4倍以上とする）
6. 戦闘続行時間12時間以上
7. G解消装置の装備
8. 多目標同時処理能力を持った火器管制装置の搭載
9. 機体表面の80％にコーバナイト合金を使用。
10. ロングレンジ光学兵器の装備。破砕ポテンシャルDクラス1基
11. ロングレンジ実体弾搭載ベイ×9平方ｍ
12. 破砕ポテンシャルDクラスに耐えられるエネルギーシールドを搭載（出力106メガガルス以上）
13. パイロットの照合にバイオマトリクスを採用（動脈照合およびラッセル照合を使用）

以上の依頼内容は過去の宇宙戦闘機とは到底かけ離れた性能の要求となってしまったが、その根拠はバクテリアンの主力戦闘機を撃破できる性能を求めた結果である。
この開発計画に最初に手を挙げたのは、大艦巨砲時代から兵器を作り続けていた軍需産業の老舗で政府との太いパイプを持つ「ガイカニクス・ファイアー・アームズ社」であった。そして発注に応じ、生産性と構造強度を主眼におき、最新の核融合エンジンを搭載した迎撃戦闘機「スタードロックスMk1・TX」を開発した。機首にレイアウトされた強力なエネルギーカノン「ウィザーク」は対戦闘機戦だけではなく出力の調整も可能で、最大に高めれば戦艦をも致命的打撃を与えることが可能という強力な兵装であった。ところが模擬戦闘において28mという大柄な機体は旋回性、機動性ともに難があり、自慢の大出力エネルギー兵装が活用できないことが判明。一次審査で落選という憂き目を見ることになる。だがウィザークだけは無駄にならず、後のバイパーシリーズに採用されることになる。

## 各企業の試作機
最大手の落選はそれに続くメーカーたちのチャンスを広げた。宇宙戦闘艦の大砲メーカーである「デメトリクソン・カノーネ社」、複葉機時代から戦闘機を作り続けていた戦闘機メーカーの老舗「ウォーバーズ・ハイパーソン社」、その傘下のインテリジェント砲弾の開発および生産部門が独立した部品メーカー「トムソン・アタック・マスターズ社」など多くの軍需企業が参加し試作機を競作した。ここでは各軍需企業が製作した主な試作機について紹介する。
ツィンディ・Mk2・TX試作機（ブッタラフ・アーカイブス社製作）
グラディウスにおける初の本格的宇宙戦闘機「ビックスファ・Mk1」の開発、そしてポスウェル防衛戦争時代初期の名機と言われる「イーサン・イーグルMk4/D」を開発した実績を持つ経験豊かな宇宙船のエンジン開発メーカーであるブッタラフ・アーカイブス社が提示したツインディ・Mk2・TX試作機は、二基の強力な核融合エンジンとそれから直接エネルギーを得る二門のレーザーカノンを装備し、機体中央後部にウェポンベイを設けた独特の外観を持った試作機である。要求性能は満たしていたが、エンジン一基という条件を満たせず、この機体はそのまま長距離攻撃機として開発が続行された。
マイン・ドラクーンMk1・TX試作機（ドグ・アンド・ライズセン・ロボッツ社製作）
最先端のロボットロニクス開発会社であるドグ・アンド・ライズセン・ロボッツ社は自社の技術を生かしたマイン・ドラグーンMk1・TX試作機を提示。独立したバッテリーとレーザーカノンを両腕に備え、可動式ロケットエンジンを持った個性的な機体で抜群の3次元機動力と遠近双方における的確な索敵・捕捉能力を有したが、構造と整備の複雑さが仇となって落選してしまった。
マッド・ストライカーD・Mk3試作機（デメトリクソン・カノーネ社製作）
デメトリクソン･カノーネ社は自社の専売特許である艦船用の大出力レーザーカノンを両サイドに装備し、攻撃力を優先したマッド・ストライカーD・Mk3試作機を提示。攻撃力は十分に評価されたが、機体自体のポテンシャルは今後発展の余地無しと見られたため、試作二号機の製作に着手することさえ許されなかった。
ダークバイパーE・Mk1試作機（クーディック・ランサー・アンド・シールズ社製作）
最後にエントリーされたのは、ポスウェル防衛戦争以降に設立された新興の軍需企業であるクーディック・ランサー・アンド・シールズ社であった。この会社が提示したダーク・バイパーE・Mk1試作機はあくまでも敵戦闘機との格闘戦に特化された機体で、攻撃力、推力共に不十分の評価が下されたが、機動性を重視した設計思想に発展の余地ありとの見地から試作二号機製作のゴーサインが出された。
歴史を持たない新興企業であるクーディック・ランサー・アンド・シールズ社は、宇宙戦闘機の部品の開発、生産を主業務としていた。特に知性砲弾開発の分野においては傑出した技術を持っており、敵影を認識、照合して起爆する敵味方識別砲弾や画期的な宇宙戦用のインテリジェント砲弾、さらに亜光速ミサイルの開発・生産の実績を持つ。部品メーカーゆえに宇宙戦闘機そのものの開発という経験を有していなかったものの、開発部門有志数名の提案により「ミッション・DDD」のコンペ参加を決定。開発参加者は全員戦争を経験していない世代だが、ポスウェル防衛戦争時代のエースパイロットの英雄伝説を読んで育った若き技術部長を中心にこの難しい開発の要求に応え、そして試作二号機開発のゴーサインという結果を出した。

## 超時空戦闘機ビックバイパー誕生
ダークバイパーE・Mk1試作機が次期主力戦闘機の有力候補となるや、ガイカニクス・ファイアー・アームズ社は自社の基幹技術である「ウィザーク」を小型軽量化して搭載することをクーディック･ランサー･アンド･シールズ社に提案した。同時にグラディウス宇宙防衛省の兵器開発部門が試作したリークエンジンユニット「スターダム4000」に予想外の将来性があることが判明し、これを戦闘機用に小型化して搭載する提案が出された。これにより兵装関係はガイカニクス･ファイアー･アームズ社が担当し、出力関係はグラディウス宇宙防衛省が担当。クーディック・ランサー・アンド・シールズ社が製作した試作二号機「ダーク・バイパーF・Mk2」はこの二大技術を獲得し、量産検討試作機「スター・バイパーAX・Mk1」に発展、3機製作された。このスター・バイパーAX・Mk1こそ、後のバイパーシリーズの基点となった機体なのである。
リークエンジンユニット「スターダム4000」パワーユニットシリーズは以前から理論的に確立されていたものであり、惑星グラディウスの少数民族である「リーク人」の持つ特性である「リークパワー」を宇宙船の推進機能とリンクするものである。研究によればリーク人は有史以前、惑星グラディウスに飛来した宇宙適応種ではないかと言われている。メインエンジンとなる「限定誘導対消滅炉」は宇宙戦闘機用として作られた反物質エンジンで、その外周はリークパワー干渉帯で覆われている。出力を最大にまで上げれば従来の最大出力の3,4倍の推力が得られ、しかもその制御はエンジンに搭載されている制御装置ではなくリークパワー内の「空間認知・操作能力」によって行われる。だが、このシステムは全てのリーク人に適応できるものではなく、能力開発、おそらく訓練によって発現する特性がある。
量産検討試作6号機「バイパーTX・006」は全長27mもあったスターバイパーの小型化に成功。グラディウス宇宙防衛省の全面支援のもと、奇跡的に無傷で捕獲したバクテリアンの戦闘機（ニックネーム：バタフライ）を相手に連日模擬戦闘が繰り返されていた。グラディウス宇宙軍最大の課題は、雲霞のように押し寄せ、波状攻撃によって制宙権を獲得するバクテリアン戦闘機編隊の独特なアタックフォーメーションに対抗する有効な迎撃計画の構築と、それを可能にする索敵および照準シーケンスの確立にあった。常に高速移動する多数のターゲットを一度にロックオンし、そして同時に回避シーケンスにまで同調できる新しい射撃管制装置「ベーダー」は、宇宙戦闘艦のレーザー測距儀のシェア100％を誇る電子機器メーカー「ドミニク・レア・ウォートーイズ社」が作り上げ、敵の航跡軌道をトレースできる「ドップラー・リアクティブ・レーダー」と、画期的な演算処理能力を持った未来位置算出装置「ジーク」との組み合わせにより、バクテリアン戦闘機編隊のアタックフォーメーションに対抗できるようになった。
ところで空中戦において機関砲で敵機を撃墜する際、ヘッドトゥヘッドによる正面攻撃は別として、敵機の現在位置に発砲しても意味が無い。数秒後に敵が来る空域を予測し、そこへ向けて発砲するのだ。偏差射撃と呼ばれるこの攻撃方法は天才的な予測能力と勘が必要であり、誰でもできるとは限らなかった。しかし、「ベーダー」「ジーク」「ドップラー・リアクティブ・レーダー」の組み合わせによって神業である偏差射撃が容易になった。こうして多数の最新技術がバイパーに集中していき、バイパーは完成に近づきつつあった。
残る課題はコックピットの住居性であった。第一戦闘速度が最低でも音速の100倍を超えるため、有人宇宙戦闘機のコックピット内は想像を絶する加速・減速重圧、「G」がかかる。バイパーシリーズは、初期試作型においても機体構造強度は400Gの重圧にも耐えられるが、生身のパイロットにはとても耐えられるものではない。たとえ耐Gスーツを着用してもせいぜい10Gの重圧に耐えられる程度であった。そこで開発が急がれたのがG消去装置「Gイーター」である。初期の対Gチェンバーではパイロットは宇宙服よりも大掛かりな重装備を身に纏い、肺を液体で満たした上、重圧の変化に同調してゲル化するジェルをコックピット内に詰め込み、パイロットがそこに潜り込むという非常に煩雑な手段と、まともな操縦がままならないほどのパイロットへの負担をかける代物であったため、「防腐剤入りの棺桶」と揶揄されていた。そこで宇宙艦船用の艦橋にかかるGを軽減、消去する装置を流用し、それを宇宙戦闘機のコックピットのサイズまで小型軽量化する要求が宇宙防衛省から出され、この要求に応じた「バトル・オーダー・タムデスク社」と宇宙防衛省が共同開発し、画期的なG消去ディスク内蔵コックピット一体型「GイーターS101・スマートボート」を作り上げた。G吸収素子「フレディ」を盤面に固定、高速回転させることで発生する無限大に小さいフィールドが前方4?内のGを吸収、消去するシステムはバイパーシリーズで成功し、その後も他の戦闘機や攻撃機にも広く使用されることになり、パイロットも軽装備で搭乗することが可能となった。
全長21,66mまで切り詰めた機体は全てのバイパーシリーズの雛形となり、「Tシリーズ」と呼ばれた。量産型のT100シリーズ、攻撃機として発展したTA400シリーズ、迎撃に特化したTEシリーズ、偵察機型のTSシリーズ、兵装、機動力を強化したT300シリーズ、ウィングスパンを延長しウィザークの最終量産型Mk17を装備したバイパー後期量産型、最終量産型となったTTS41シリーズなど、派生機が誕生した。これによって機体設計はクーディック・ランサー・アンド・シールズ社、出力関係はグラディウス宇宙防衛省、兵装関係はガイカニクス･ファイアー･アームズ社、電装関係はドミニク・レア・ウォートーイズ社、コックピットは宇宙防衛省とバトル･オーダー・タムデクス社が担当し、官民一致協力して完成させたことになる。

## ビックバイパーの兵装
量産化されたビックバイパーは直ちに実戦投入された。そして戦果を挙げるにしたがって各軍需企業はバイパー用の追加兵装を提案、開発が開始された。それらはバイパーの攻撃力の向上や長距離攻撃が可能になる装備が中心で、バイパーの戦闘能力の底上げを目指すものであった。ここでは主な追加兵装を紹介する。
ライドック・スーパーカノン
超硬質砲弾を分間3000発射出する接近火器。要するに機関砲の類である。
タグバード超長距離巡航ミサイル
亜光速まで加速が可能な巡航ミサイル。最大射程600万km。反陽子弾頭または対消滅弾頭を搭載。一撃で戦艦を屠ることが可能。
ベムトレー接近ミサイルL
亜光速ミサイルで、多数の弾頭を搭載可能。
対戦闘機ベムトレー拡散ミサイルポッド
40万発の小型硬質弾子を広範囲に散布し、敵機の機体を貫通、破壊する。
ベムトレー空間湾曲弾
小特異点を発生させることができる特殊弾頭。高速航行中の艦船を破壊することが可能。
ベムトレー残像投影機
敵ドップラーレーダーに母機（バイパー）と同様の機影を投影し、敵を欺瞞する電子機器。
湾曲空間察知レーダー
ワープアウト時に発生する、空間の歪曲を感知するレーダー。空間トラップを40万km先から感知する能力を持つ。
ストマック超長距離無人偵察機
航続距離800万kmの無人偵察機。索敵システムの中枢である。
オプション遠隔誘導弾
攻撃および自機の防備を行う独立機動弾子。
これらの追加兵装は後に改良されてバイパー以外の戦闘機や攻撃機にも装備され、対バクテリアン戦争において大いに活躍した。バイパーの開発元であるクーディック･ランサー･アンド･シールズ社はバイパーシリーズT100～TV800までの攻撃機型、要撃機型、偵察機型などを対象とした「機能拡張計画」を提案。多くの軍需企業各社の技術協力によって開発が進められ、戦闘能力の強化、航続距離の増大を可能とする追加装備システムが作られた。
まず航続距離を増大させるプロペラント・タンクを追加し、さらに大型攻撃機なみの巨大なウェポン・ラックを装着させることによって長距離攻撃機としての機能を発揮させ、プロペラント・タンクは使用後に投棄、ドッグファイトを行い帰還するというものであった。さらにこの計画は飛躍し、ワープエンジン・ユニットを装着、超長距離攻撃機としての機能を追加するという野心的なものになった。だが、度重なるテストの結果、長時間の戦闘はパイロットの負担が著しく大きく、敵との交戦の際、集中力を欠いてしまうおそれがあった。その打開策としてパイロットを二名とし一人が操縦を担当、リーク人パイロットがガンナーを担当するという複座の長距離攻撃機型のバイパーが立案、設計されることになった。

## ビックバイパーの後継機
バイパーシリーズの大成功で、一介の部品メーカーに過ぎなかったクーディック・ランサー・アンド･シールズ社はたちまち軍需産業界の寵児となり、戦闘機メーカーとして著名な存在となった。戦時中の最盛期にはバイパーの生産が追いつかず、総生産数26,200機のうち2/3は他社にライセンス生産を許諾して補うほどであった。とはいえサイレントナイトメア事件（第一次メタリオン星系防衛戦）後も、クーディック･ランサー･アンド･シールズ社はバイパーの生産に忙殺され、後継機開発に出遅れてしまう。
一方、他社ではバイパーシリーズの後継機となる次期主力戦闘機の開発に着手していた。ここでは各企業が製作した次期主力戦闘機の試作機を紹介する。
リベレーター小型戦闘機（ブッタラフ・アーカイブス社製作）
宇宙船エンジンメーカー、ブッタラフ･アーカイブス社が提示したのはリベレーター小型戦闘機と呼ばれる機体で、一撃離脱に特化された戦闘機である。
ランサー迎撃機（ガイカニクス・ファイアー・アームズ社製作）
大出力エネルギーカノン「ヴィザーク」を開発したガイカニクス・ファイアー・アームズ社はランサー迎撃機を提示。この機体は長射程レーザーを二門装備した攻撃機をベースとしている。
クラブ2迎撃機（グラディウス宇宙防衛省製作）
グラディウス宇宙防衛省が提示したのはクラブ2迎撃機と呼ばれる機体で、攻撃時に機体が可変、開口して高出力ビームを放射する意欲作である。
ファイアーロード1（ドロマティック・エレクトリック・マスターズ社製作）
グラディウスにおける初の本格的宇宙戦闘機「ビックスファ・Mk1」のエンジンを開発した航空産業の老舗、ドロマティック・エレクトリック・マスターズ社が提示した大型迎撃機であるファイアーロード1は、艦船用の大型ロングレンジ･レーザーカノンを二門装備という重武装にかかわらず高速を誇り、しかも敵ドップラーレーダーに捕捉されない特性を持った機体であった。
スーパー・バイパー03（クーディック・ランサー・アンド・シールズ社製作）
惑星グラディウスおよびメタリオン星系を守った救国戦闘機「ビックバイパー」を生み出したメーカーであるクーディック･ランサー･アンド･シールズ社が提示したスーパー･バイパー03は魅力あるスペックを満載していたが、前述したとおり、バイパーの量産に忙殺されて後継機開発のコンペに出遅れてしまい、モックアップを提示するのがやっとであった。
フレア2/ダモス4（デメトリクソン･カノーネ社製作）
共に艦船用の大砲メーカーであるデメトリクソン・カノーネ社は珍しく自社の専売特許である大口径の火器を装備した機体ではなく、バクテリアンの戦術を参考に小型・大量生産で戦力の総体を目指したフレア2とダモス4を提示した。
とは言え、以上の試作機はどれも既存の戦闘機や要撃機、攻撃機に手を加えて改良した「暫定試作機」というのが実情であった。そんな中、突然完全な量産試作機を提示したのは、対バクテリアン戦争中、クーディック･ランサー･アンド･シールズ社の下請けでバイパーをライセンス生産していたミサイル兵装メーカー「シムズ・ストライク・デリバリー社」である。同社は「既存技術の寄せ集め」と軍需業界内で揶揄されていたが、生産性が高くバランスの取れた「メタリオンX01/B」試作迎撃機を完成。バイパーの最終量産型であるビックバイパーTTS41以降、もはや性能向上の余地が望めなくなったバイパーシリーズに替わる後継機として期待された。
メタリオンに主力戦闘機の座を奪われたクーディック･ランサー･アンド･シールズ社は、社運を賭けて開発に挑んでいる試作機「ビクトリー・バイパーXX03」を製作。そのスペックの詳細はいまだ明らかにされていない。